# Rana el Kalioub
Rana El-Kaliouby (1978) é uma cientista egípcio-americana da área de computação. Seu campo é a pesquisa de reconhecimento de expressão e desenvolvimento de tecnologia, que é um subconjunto de reconhecimento facial projetado para identificar as emoções expressas pelo rosto. A pesquisa de El-Kaliouby foi além da dependência do campo de expressões exageradas ou caricaturas modeladas por atores de laboratório, para focar os olhares em situações reais encontradas.
El-Kaliouby é atualmente a CEO da Affectiva, liderando a equipe de Emotion Science da empresa.Sua equipe aplica visão computacional, aprendizado de máquina e ciência de dados para alavancar o repositório de emoções faciais da empresa, que ela diz ser o maior do mundo com 2 milhões de faces, para entender os sentimentos e comportamentos das pessoas

## Educação
El Kaliouby obteve seu bacharelado e mestrado em ciências pela Universidade Americana do Cairo (American University in Cairo). Em seguida cursou seu doutorado no Newnham College da Universidade de Cambridge.

## Carreira
El-Kaliouby trabalhou como pesquisadora no Instituto de Tecnologia de Massachusetts, ajudando a fundar sua Iniciativa de Tecnologia de Autismo e Comunicação. Seu objetivo original era melhorar a interação humano-computacional, mas ela rapidamente ficou fascinada com a possibilidade de aplicar essa tecnologia para melhorar a comunicação humano-humana, especialmente para pessoas autistas, muitas dos quais lutam com a comunicação emocional.No grupo Affective Computing do MIT Media Lab, ela fez parte de uma equipe pioneira no desenvolvimento do "aparelho auditivo emocional",um conjunto de óculos de leitura de emoções que o New York Times incluiu em seu Top 100 inovações de 2006.El-Kaliouby demonstrou seu trabalho e foi entrevistada no documentário de 2018 sobre inteligência artificial: Você confia neste computador? dirigido por Chris Paine, conhecido també por Who Killed the Electric Car? (2006) e, posteriormente, o seguinte, Revenge of the Electric Car  (2008).

## Prêmios
- 7 mulheres para assistir em 2014 - Revista Entrepreneur[10]
- Top 20 da High Tech Women to Watch 2014[11]
- A lista inteligente com fio - Wired 2013[12]
- MIT TR35 2012[13]
- Prêmio de Ingenuidade Americana da Smithsonian Magazine em Tecnologia[14]
- As 50 melhores mulheres da América da Forbes em tecnologia 2018[15]
- É uma das 100 Mulheres da lista da BBC de 2019.[16]

Outros artigos que informaram sobre a carreira e invenção de Rana El-Kaliouby:
- Quando os algoritmos se acostumarem ao seu rosto | Nov. 2013 - New York Times. [17]
- 25 empresas mais audaciosas | Abril de 2013 - Inc[18]
- A nova face da AdTech é consumidor | Ago 2012 - TechCrunch.[19]
- Seu telefone sabe como você está feliz? | Junho de 2012 - Fast Company.[20]

### Sociedade
Rana El-Kaliouby foi introduzida no Hall da Fama "Women in Engineering".  Ela também é membro da ACM, IEEE, Associação de Museus Infantis, British Machine Vision Association e Nahdet el Mahrousa.

## Filosofia
Rana El-Kaliouby diz que os computadores, apesar de bons com informações, ficam aquém quando se trata de determinar sentimentos, exigindo, portanto, a solicitação manual para responder às necessidades de um operador. Seu interesse reside principalmente nas sutis mudanças faciais que as pessoas tendem a fazer. Ela identificou 24 marcos no rosto, cada um se movendo de maneiras diferentes, dependendo de uma emoção expressa.
Isso tem muitas aplicações, da linguística à produção de vídeos. Pacientes com autismo, que normalmente têm uma matriz diferente de expressões, podem ser capazes de ter seu humor mais facilmente monitorado pelos pais ou cuidadores. Para fins de produção, imagens geradas por computador de rostos (e presumivelmente projetos android ) poderão ser mais realistas na arte da sutileza